# Феліче Мілано
Феліче Мілано (італ. Felice Milano; 23 травня 1891, Валентано — 11 листопада 1915) — італійський футболіст, захисник.
Відомий виступами за клуб «Про Верчеллі», а також національну збірну Італії. П'ятиразовий чемпіон Італії.
Загинув на фронті під час Першої Світової війни.

## Клубна кар'єра
У дорослому футболі дебютував 1907 року виступами за команду клубу «Про Верчеллі», кольори якої і захищав протягом усієї своєї кар'єри гравця, що тривала вісім років. За цей час п'ять разів виборював титул чемпіона Італії.

## Виступи за збірну
1912 року дебютував в офіційних матчах у складі національної збірної Італії. Протягом кар'єри у національній команді, яка через початок Першої Світової війни тривала усього 2 роки, провів у формі головної команди країни 5 матчів. У складі збірної був учасником футбольного турніру на Олімпійських іграх 1912 року у Стокгольмі.

## Перша Світова війна
Брав участь у Першій світовій війні як піхотний капрал. Загинув 11 листопада 1915 року під час бойових дій на території сучасної Словенії.

## Титули і досягнення
- Чемпіон Італії (5):

«Про Верчеллі»: 1908, 1909, 1910–11, 1911–12, 1912–13